# راس مالینگر
راس مالینگر (انگلیسی: Ross Malinger؛ زادهٔ ۷ ژوئیهٔ ۱۹۸۴) یک بازیگر سینما، هنرپیشه، و صدا پیشه اهل ایالات متحده آمریکا است.
از فیلم‌ها یا برنامه‌های تلویزیونی که وی در آن نقش داشته‌است می‌توان به مرگ ناگهانی، به سوی خانه ۲، بی‌خواب در سیاتل اشاره کرد.